# Pollancre de la Riera de Sant Cugat
El Pollancre de la Riera de Sant Cugat (Populus nigra) és un arbre que es troba a Cerdanyola del Vallès (el Vallès Occidental), el qual és un pollancre ben plantat i un dels més grans i bells de tot Catalunya.

## Dades descriptives
- Perímetre del tronc a 1,30 m: 4,54 m.
- Perímetre de la base del tronc: 5,07 m.
- Alçada: 22,34 m.
- Amplada de la capçada: 24,51 m.
- Altitud sobre el nivell del mar: 78 m.[1]

## Entorn
Se situa a la riba dreta de la riera de Sant Cugat, enmig d'una horta i de conreus molt actius i ordenats, els quals produeixen una munió de verdures i hortalisses (faves, espinacs, bledes, tomàquets, cebes, alls i pebrots, entre d'altres) i fruiters. A la línia de la riera hi ha plantats plataners, àlbers i pollancres. La vegetació espontània està formada per plantes ruderals: esbarzer, canya, sarriassa, celidònia, Malva, falguera comuna, ortiga, mercurial i pa de cucut.

## Aspecte general
Té un aspecte bo, vigorós i sa. No presenta putrefaccions, ni excrescències ni branques esqueixades. Tot ell és ufanós i exuberant, tot i tindre algun signe d'infecció per fongs a la base de la soca.

## Accés
Cal dirigir-se al Parc Tecnològic del Vallès i accedir a peu per l'entrada principal, ja que el pas amb vehicle està restringit. És necessari seguir en direcció a la riera i, un cop som al passeig amb plàtans que l'envolta, continuar a mà dreta fins que s'acaba el passeig i els edificis del parc. Llavors, si mirem a l'altra banda de la riera podrem albirar el pollancre si ens ho permeten els canyissars. GPS 31T 0426756 4592839. Coordenades UTM: 31T X0426845 Y4593037.